# جزيرة أم حماد (ميدي)

تعديل مصدري - تعديل

جزيرة أم حماد هي إحدى جزر مديرية ميدي التابعة لمحافظة حجة.